# Bonham
Bonham – miasto w Stanach Zjednoczonych, w stanie Teksas, w hrabstwie Fannin. W 2000 roku liczyło 9 990 mieszkańców.